# Marie Claire
Marie Claire este o revistă lunară pentru femei din Franța, fondată în anul 1937 și relansată în 1954.
Revista apare în 29 de ediții internaționale, în 15 limbi și are peste 15 milioane de cititori în lume.

## Marie Claire în România
Revista Marie Claire este prezentă și în România, din aprilie 2008, fiind publicată de grupul Sanoma Hearst România.

## LegRturi externe
- www.marieclaire.com - Site web oficial